# Capitol Hill Babysitting Co-op
 (avril 2012).
Si vous disposez d'ouvrages ou d'articles de référence ou si vous connaissez des sites web de qualité traitant du thème abordé ici, merci de compléter l'article en donnant les références utiles à sa vérifiabilité et en les liant à la section « Notes et références ».
 (juin 2012).
Pour les articles homonymes, voir Capitol Hill.

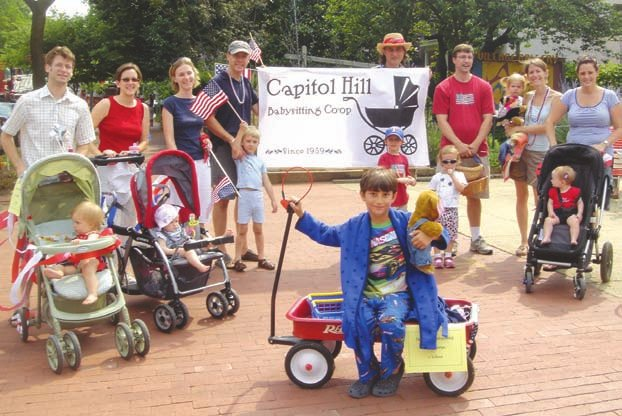
Capitol Hill Babysitting Coop, July 4th parade

La Capitol Hill Babysitting Cooperative (CHBC) est une coopérative située dans le district de Columbia aux États-Unis.

## Description
Son but est de répartir équitablement la responsabilité du baby-sitting entre ses membres. Cette coopérative est souvent utilisée comme une allégorie pour un modèle économique basé sur la demande. L'allégorie illustre plusieurs concepts économiques, y compris le paradoxe de l'épargne et l'importance de la masse monétaire pour le bon fonctionnement de l'économie. L'allégorie a reçu une attention soutenue, en particulier dans le sillage de la crise économique de la grande récession.
D'anciens membres, Joan Sweeney et Richard James Sweeney, furent les premiers à présenter la coopérative comme une allégorie de l'économie dans un article de 1977, resté peu connu jusqu'à ce que Paul Krugman le popularise dans ses livres et articles.

## Histoire et système coopératif
La coopérative donnait des tickets (« scrip ») à chaque nouveau membre pour une valeur de vingt heures et exigeait qu'ils restituent la même valeur quand ils quittaient la coopérative. Les membres de la coopérative utilisaient les tickets pour payer le service de baby-sitting. Chaque ticket valait contractuellement une demi-heure de baby-sitting. Pour gagner plus de tickets, des couples gardaient les enfants des autres membres. Les administrateurs de la coopérative étaient responsables de diverses tâches, telles que la mise en relation des couples qui avaient besoin de baby-sitter avec des couples qui voulaient garder des enfants. Afin de « payer » les coûts administratifs du système, chaque membre devait  offrir gracieusement quatorze heures de baby-sitting par an (soit 28 tickets). Certains tickets offerts à ce titre aux administrateurs furent utilisés alors que d'autres furent simplement épargnés. 
La plupart des nouveaux membres de la coopérative pensèrent qu'ils devraient épargner davantage des tickets avant de commencer à les dépenser. Ils ont alors gardé des enfants chaque fois que l'occasion se présentait, mais ne dépensaient pas les tickets ainsi acquis et donc sortaient moins. Mais comme le baby-sitting n'est utile que pour les couples qui veulent sortir, ceci entraîna une pénurie de demande de baby-sitting. Par conséquent, la coopérative tomba en « récession ». Cet exemple illustre le phénomène connu sous le nom de paradoxe de l'épargne.
La première réaction de l'administration à la récession de la coopérative a été d'ajouter de nouvelles règles. Mais les mesures n'ont pas résolu la demande insuffisante de baby-sitting. Finalement, la coopérative put atténuer le problème en distribuant pour 30 heures de tickets aux nouveaux membres, en ne leur demandant de restituer que vingt heures lorsqu'ils quitteraient la coopérative.
Après quelques années, un nouveau problème apparut. Il y avait trop de tickets et une pénurie d'offre de baby-sitting. Au fur et à mesure que de nouveaux membres s'inscrivaient, de plus en plus de tickets étaient ajoutés au système et les couples en avaient trop, mais les nouveaux membres n’étaient pas en mesure de les dépenser, car plus personne ne voulait faire de babysitting. D'une façon générale, la coopérative connut des problèmes réguliers parce que l'administration recevait plus de tickets qu'elle n'en dépensait, et parfois trop de tickets étaient ajoutés dans le système via le versement aux nouveaux membres. 
Résolutions hypothétiques
Les problèmes de la coopérative eurent deux causes : la valeur du ticket était fixe, et le ratio nombre de tickets sur nombre de couples était volatile. La coopérative aurait pu rendre fixe le ratio nombre de tickets sur nombre de couples, en ajustant d'une part la quantité de tickets entrant dans le système avec les nouveaux membres et d'autre part la quantité de tickets sortant du système avec les couples qui quittaient la coopérative. Par ailleurs elle aurait pu laisser la valeur du ticket s'ajuster de manière que les couples soient payés plus pour garder les enfants lorsque l'offre de baby-sitting était faible et payés moins lorsque l'offre était importante.
Mitchell critique l'idée selon laquelle la flexibilité des prix peut résoudre à elle seule le problème de la demande. 
La réponse néo-classique traditionnelle à cette critique, donnée par Pigou, est que l'effet de la baisse de prix du baby-sitting est plutôt une redistribution de la richesse des couples ayant peu de tickets vers ceux qui en ont plus, ce qui encouragera les personnes qui ont épargné dans le passé à dépenser plus.
Mitchell critique ceci car, affirme-t-il, la baisse des salaires des baby-sitters ne résout le problème que si elle réduit le désir d'épargne des couples, ce qui n'est étayé par aucune recherche. Le seul effet de la baisse des salaires serait d'augmenter la valeur réelle des contrats nominaux. En d'autres termes, les couples devraient passer plus de temps à garder des enfants avant d'acquérir le montant nécessaire pour quitter la coopérative. Mitchell conclut que le problème est que le désir global d'épargne est plus grand que ce que peut financer la dette administrative existante, et que la solution est donc soit de réduire (le désir pour) l'épargne, soit d'augmenter les dépenses en émettant plus de tickets.

## Allégorie de la trappe à liquidité
Une modification de l'allégorie de la coopérative est une situation qui ressemble à la trappe à liquidité. Supposons que la coopérative ait développé un système où les parents étaient en mesure d'emprunter des tickets à l'administration en cas d'urgence et de les rembourser plus tard, avec intérêts. 
Ce programme de prêts aurait été avantageux à la fois pour l'administration et pour les parents. Il donne à l'administration plus d'outils pour contrôler la demande de baby-sitting. Si l'administration constate que la demande de baby-sitting est en hausse, elle peut augmenter le montant des intérêts à payer par les membres quand ils empruntent des tickets, ce qui freinera très probablement les emprunts. Ainsi, la demande de baby-sitting sera réduite. De même, l'administration peut réduire le montant des intérêts à payer lorsque la demande de garde d'enfants est faible. Et ce système pourrait aider les parents parce qu'ils n'auraient plus à épargner des tickets, pouvant tout simplement emprunter davantage en cas d'urgence.
Ces modifications hypothétiques de la Capitol Hill Babysitting Cooperative rendent son administration similaire à une banque centrale. Selon les conditions économiques, l'efficacité du système général (à savoir la coopérative) dépend en partie des taux d'intérêt. Quand les temps sont bons, il est préférable d'avoir des taux d'intérêt relativement élevés, et quand les temps sont durs les taux devraient être inférieurs. 
Imaginez que, pendant l'hiver, les couples ne veulent pas sortir mais souhaitent acquérir des tickets pour l'été. Pour compenser, l'administration peut réduire le montant de tickets supplémentaires retournés quand les parents veulent emprunter en hiver, et augmenter les taux en été. En fonction de l'influence de la saisonnalité sur le baby-sitting, cela pourrait fonctionner. Mais supposons que la saisonnalité est si forte que personne ne veut sortir en hiver, même lorsque l'administration établit ses taux d'intérêt à zéro. Ce qui signifie qu'aucun couple ne veut sortir, même s'ils peuvent emprunter de l'argent gratuitement. Dans cette situation hypothétique, la coopérative est tombée dans une trappe à liquidité. 
Résolutions hypothétiques
Selon Krugman, le problème essentiel est que la valeur du ticket est fixe. Les couples savent que chaque ticket qu'ils économisent en hiver peut être échangé pour la même durée de baby-sitting en été, les incitant ainsi à épargner car, psychologiquement parlant, le ticket a plus de valeur pour eux en été qu'en hiver. Au lieu de cela, si la coopérative a modifié le système pour que le ticket vaille une durée de baby-sitting plus courte l'été prochain que cet hiver, il sera moins intéressant d'épargner, car les membres en auront moins pour leur argent, s'ils ont choisi de conserver leurs tickets jusqu'à l'été. En d'autres termes, Krugman laisse entendre que la coopérative devrait avoir une politique monétaire inflationniste. 
La critique la plus commune de l'interprétation de Krugman, donnée par l'économie autrichienne (voir critiques autrichiennes) est que le problème est le prix fixe du baby-sitting (le salaire), et non celui du ticket (la monnaie), alléguant que la bonne solution est de laisser les couples décider par eux-mêmes combien ils facturent l'heure de baby-sitting ; quand il y a une forte demande ou une offre faible de baby-sitters, les couples seraient plus disposés à garder les enfants si on leur donnait plus de tickets pour leurs services.
Alternativement, le néo-Chartalism affirme que l'administration de la coopérative devrait résoudre les problèmes de la coopérative via la politique « budgétaire ». Cela signifie que le système de tickets est de la monnaie fiduciaire, qui peut être créée ou détruite à volonté par « dépenses » ou « imposition », et que l'administration devrait tout simplement injecter plus de tickets dans le système lorsque la demande est faible, et réduire la quantité de tickets lorsque la demande est élevée, en augmentant les frais sur les tickets ou en percevant un prélèvement (une « taxe »). Le conseil de la coopérative de dépense du déficit (par exemple dépenser/émettre 30, le taxer 20) est proprement appelé politique budgétaire et ne doit pas être confondue avec la politique monétaire qui se réfère aux prêts de la banque centrale.
Du point de vue Chartaliste, le point clé est que les déficits du conseil de la coopérative donnent aux membres de la coopérative des tickets supplémentaires. C'est parce que la coopérative est une économie fermée, en supposant qu'il y ait un nombre fixe de tickets, l'épargne totale est nulle, de sorte que là où est l'épargne de l'administration, est l'épargne totale des membres.
L'accent mis sur l'épargne nette de tickets des membres de la coopérative, égale à la quantité injectée dans la coopérative par l'administration, est le trait distinctif de la vue Chartaliste. Dans cette perspective, la fonction de l'introduction de prêts, comme le suggère Krugman, est que les intérêts sur ces prêts créent ou détruisent l'épargne nette des membres. Par exemple, si l'administration prête dix heures en tickets à un intérêt de 10 % pendant un an (collectant ainsi onze heures en un an), alors elle a créé dix heures en tickets, mais retirera onze heures dans le futur, réduisant ainsi d'une heure les actifs nets du secteur privé.
En conséquence de cette différence, alors que Krugman suggère d'une part d'utiliser la politique monétaire pour gérer l'économie, et d'autre part de résoudre le piège à liquidité en créant des perspectives inflationnistes rendant l'épargne moins souhaitable, Miller, suggère d'une part d'utiliser la politique budgétaire pour gérer l'économie (en alignant la dette administrative au besoin d'épargne privée), et d'autre part de résoudre la trappe à liquidité en émettant plus de tickets, ce qui augmente la dette administrative pour financer le besoin d'épargne.

## Sources
- Google book